# 최명기
최명기(1968년 ~ )는 대한민국의 의사이다. 정신과 전문의로, 청담 하버드 심리센터 연구소장이자 최명기정신건강의학과의원 원장으로 활동했다.

## 경력
- 중앙대학교 의학 학사
- 듀크대학교경영대학원 경영학 석사

- 경희대학교 경영대학원 의료경영학과 겸임교수
- 부여다사랑병원 원장
- <청담 하버드 심리센터> 연구소장
- <최명기정신건강의학과의원> 원장

## 저서
- 《걱정도 습관이다》. 알키. 2014년. ISBN 9788952755919
- 《게으름도 습관이다》. 알키. 2017년. ISBN 9788952777768|
- 《대통령의 조건》. 지음미디어. 2017년. ISBN 9791195981014